# Dymitr Wiśniowiecki Bajda

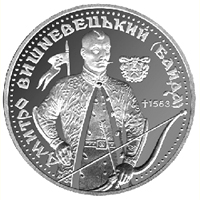
Ukraińska srebrna moneta z 1999 r. upamiętniająca Dymitra Wiśniowieckiego

Dymitr Wiśniowiecki (ukr. Дмитро Іванович Вишневе́цький (Dmytro Iwanowycz Wyszneweckyj)) herbu Korybut (ur. przed 1535, zm. 1563 w Stambule) – kniaź, starosta czerkaski i kaniowski (od 1550 roku) , sławny awanturnik.

## Życiorys
W 1552 roku w odwecie za zniszczenie Bracławia przez chana Dewlet Gireja razem z wojskami Bernarda Pretwicza, Koreckiego i Mikołaja Sieniawskiego złupił okolice Oczakowa nad Morzem Czarnym.
Przewodził wielu wyprawom łupieskim przeciw Tatarom krymskim i Turkom. W latach 1554–1555 ufortyfikował na własne potrzeby Małą Chortycę dając początek Siczy Zaporoskiej.
Poróżniwszy się z królem Zygmuntem II Augustem wstąpił na służbę do cara Iwana IV Groźnego i w jego imieniu łupił pogranicze tatarsko-tureckie. Szybko ukorzył się jednak przed królem i uzyskał przebaczenie w zamian za obietnicę zaprzestania napadów na ziemie tatarskie i tureckie. Mimo to w 1559 roku zorganizował bardzo udaną wyprawę na Krym i na czele 8 tys. kozaków odbił jasyr, wziął jeńców i zdobył bogate łupy.

W 1563 roku Bajda interweniował na Wołoszczyźnie. Zwabiony podstępem i schwytany przez hospodara Stefana Tomżę, został wysłany razem z towarzyszącym mu Janem Piaseckim, podolskim szlachcicem herbu Zabawa, do Stambułu jako dar hospodara, którym chciał zdobyć poparcie sułtana w walkach o tron wołoski. Sulejman kazał obydwóch jeńców zgładzić. Marcin Bielski opisał w kronice śmierć Wiśniowieckiego i Piaseckiego następująco 

...ktorzy tam na haku obadwa zawieszeni byli: nad odnogą morską ku Galacie idąc. Piasecki łatwiey skonał, bo lecąc na haku za ud, a głową się na dół obrócił y tak prędko go krew zalała. A Wiśniowiecki za żebro uwiązł y tak oczyma obrócił się ku górze, przeto był żyw do trzeciego dnia, aż go Turcy ustrzelali z łuku gdy przeklinał ich Machometa.

## Odniesienia w kulturze
Wyidealizowany opis śmierci Bajdy przetrwał w legendach i ukraińskich dumkach, sułtan podziwiając męstwo i sprawność żołnierską Wiśniowieckiego miał mu zaproponować córkę za żonę, jednak pod warunkiem przejścia Dymitra na islam. Hardy kniaź miał odpowiedzieć sułtanowi: twoja doczka choroszaja, twoja wiara proklataja i nazwać islam psią wiarą. Za taką zniewagę sułtan kazał powiesić Bajdę za ziobro poślednie. Wisząc na haku zdołał jeszcze Dymitr wyrwać jednemu ze strażników łuk i przez trzy dni raził z niego Turków, a nawet zranił sułtana. Wtedy Bajdę dobito.
Bajda jest bohaterem jednеj z najbardziej znanych ukraińskich pieśni narodowych W Carehradi na rynoczku (Pisnia pro Bajdu), przedstawiającą go jako bohatera – obrońcę ziemi rodzinnej, który walczy z turecko-tatarskim uciskiem. Zapisano ponad 40 wariantów tej pieśni.